# Fief de haubert
Un fief de haubert est, en Normandie et en Bretagne, au Moyen Âge et sous l'Ancien Régime, un fief possédé à l'origine par un chevalier.

## Origine

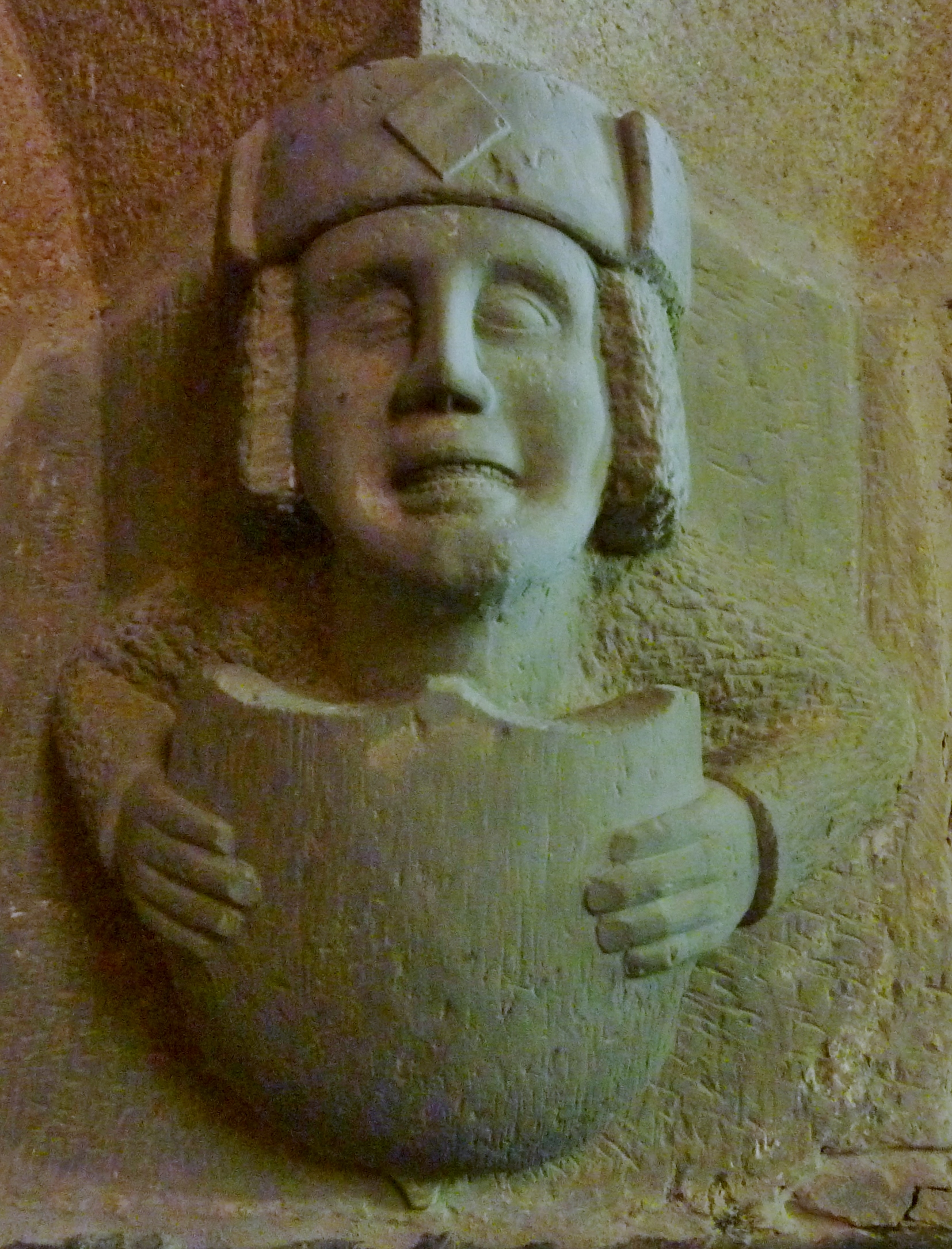
Châteauneuf-du-Faou : chapelle Saint-Ruelin du Moustoir, un seigneur de Rosily portant le fief de haubert.

Le détenteur de ce type de fief était soumis à l'origine de l'institution féodale d'être fait chevalier à l'âge de 21 ans ou au moment d'hériter de ce type de fief. Il devait se faire armer chevalier, avec cheval et épée et de servir à l'ost de son seigneur avec le haubert ou haubergeon, cotte de mailles qui était une sorte d'armure très onéreuse et que seuls les chevaliers pouvaient utiliser.
Le terme de fief de haubert (feodum loricae) s'est appliqué à toute espèce de fief appartenant à un chevalier, en Bretagne et en Normandie. Selon la coutume de Normandie, le fief de haubert a ainsi été considéré comme une partie d'une baronnie, puisque les barons normands devaient au duc, dix, cinq ou deux chevaliers et demi à l'ost ducal (au roi après 1204).
Noble par essence, ce fief ne pouvait être partagé entre frères. Il tombait dans l'héritage de l'aîné, sauf dans le cas où les biens des pères et mères des héritiers permettaient de le concéder à un cadet sans préjudice des droits d'aînesse (c'est-à-dire une fois l'aîné suffisamment pourvu).

## Démembrement
En cas d'héritage de filles, les fiefs de haubert pouvaient être démembrés en autant de parts que d'héritières, dans la limite de huit parts. Un fief de haubert non partagé, cas devenant de plus en plus rare au fil du temps, prit peu à peu le nom de « plein fief », les membres de fiefs (c'est-à-dire résultant d'un partage) étant des : « demi-fief », « tiers de fief », « quart de fief », « huitième de fief », ou plus souvent « tiers de haubert », « quart de haubert », « huitième de haubert ». Par exemple, un plein-fief démembré entre deux héritières devenait deux demi-fiefs de haubert, l'une ayant pour héritage le logis seigneurial situé dans sa part, l'autre devant s'en construire un, les tenures, hommes et bois étant normalement partagés équitablement. Un demi-fief à son tour partagé entre trois filles devenaient chacun des sixièmes de haubert, également découpés équitablement en terre, rentes et devoirs. Les définitions des partages étaient cependant régis par les coutumes, et donc pouvaient varier. Enfin, en cas de minorité, un fief de haubert tombait dans la garde noble de son seigneur, jusqu'à la majorité de son ou ses possesseurs. Les coutumes de Normandie et de Bretagne variaient à ce sujet.
D'une manière générale, un huitième de fief de chevalier perdait sa qualité nobiliaire s'il était partagé, et n'était plus considéré comme pouvant être une seigneurie à part entière, « avec court et usages », mais un fief roturier, ou tenure.

## Service de chevalier
Au point de vue militaire, la qualité de fief de haubert n'obligeait pas le vassal à servir absolument en personne, mais il devait à son seigneur le service d'un homme de cheval. En effet, le chevalier possédant plusieurs fiefs de chevaliers devait pouvoir rendre son service, celui de son principal fief, les autres hommes étant à sa solde. C'est pourquoi il continuait d'exister, depuis l'origine de la féodalité, des chevaliers sans fief propre, c'est-à-dire mercenaires au service d'un seigneur féodal, d'un baron, et formant leur clientèle. Ces chevaliers espéraient toutefois s'attacher les faveurs d'un puissant et obtenir la main d'une héritière de fiefs.
Le seigneur d'un demi-fief ne devait pas, quant à lui, le plein service d'un homme mais un demi-chevalier, c'est-à-dire seulement 20 jours sur les 40 que duraient l'ost. Le service de chevalier dû au duc (au roi), en Normandie, pour les fiefs de haubert ou membres de fiefs (de même que les comtés et baronnies), étaient régis par l'article XXII bis du Coutumier de Normandie. Cependant, les fiefs de haubert mouvant des comtés et des baronnies n'y étaient pas tenus sauf demande expresse de leur seigneur, nonobstant le droit du duc (le roi) à lever l'arrière-ban (Cout. Norm., XXII bis, 2-3).

## Sous l'Ancien Régime
Au cours des derniers siècles de l'Ancien Régime, le nombre important de membres de fiefs formait un ensemble en constante mutation. Les principales familles se partageaient un nombre important de membres de fiefs et l'endogamie aristocratique réservait à la noblesse ancienne l'essentiel de ce patrimoine féodal. Chaque possesseur devait en faire l'aveu à chaque cas de mutation (mort du titulaire, ou du seigneur dont il relevait). Ces aveux ont d'une manière générale été conservés dans les registres des chambres des comptes de Paris, Rouen ou Rennes. Ils permettent pour une bonne part de reconstituer historiquement les revenus, droits et devoirs de ces entités servant alors de cadre de vie quotidien aux populations bretonnes et normandes.
La possession de plusieurs fiefs permit au pouvoir royal de les réunir parfois en fief de dignité, c'est-à-dire en fief titrés (baronnies, comtés, marquisats, le plus souvent, ainsi que quelques très rares duchés). L'érection, contenue dans des lettres patentes émanant du roi, permettait en effet de réunir les membres épars de plusieurs fiefs en une seule terre. Cette élévation avait pour avantage d'éviter une nouvelle dispersion lors des héritages successifs, de limiter le nombre d'aveux à accomplir et de simplifier la carte féodale. Toutefois, à défaut d'héritiers mâles dans la descendance du premier titulaire (dans l'ordre de la primogéniture mâle appliquée par la dynastie capétienne elle-même pour la couronne et les apanages des princes du sang), la terre titrée perdait sa qualité et les fiefs de haubert ou membres de fiefs retrouvaient leur autonomie, afin que les partages entre filles puissent être équitables.
Cette politique de réunions commença à partir du XVIIe siècle mais devint habituelle après 1600.